# سلمى الملائكة
سلمى بنت عبد الرزاق الملائكة الملقبة بِـأم نزار الملائكة (1909 - 1953)، هي شاعرة عراقية، وهي أم الشاعرة نازك الملائكة، وهي شقيقة الشاعر المحامي عبد الصاحب الملائكة، وزوجها الشاعر صادق الملائكة، وقد عرف أنَّ زوجها وأبناءها كلهم شعراء، ولدت في بغداد، وعاصرت كبار شعراء العراق، ولقد ساعدتها البيئة التي عاشتها للتردد على حلقات الندوات الأدبية وتنهل منها، ولم تقل الشعر إلا حين توفي الشاعر جميل صدقي الزهاوي، ونظمت أول قصيدة فيه وكان عمرها سبعاً وعشرين عاما، وتميز شعرها بروح الوطنية القومية وهي تألم للقضية الفلسطينية. وتُوفيت في لندن عام 1953م.